# Acer pensylvanicum
Acer pensylvanicum, el arce de Pensilvania, es una especie de acer nativa de los bosques norteños del este de Norteamérica desde la zona sur del este de Ontario a Nueva Escocia y el sur al este de Illinois y Nueva Jersey, y también en zonas elevadas de los montes Apalaches mucho más al sur que en el resto de sus distribuciones, al norte de Georgia.

## Descripción
Es un árbol pequeño caducifolio alcanzando de 5 a 10 m de alto, con un tronco hasta un diámetro de 20 centímetros. En los árboles jóvenes su corteza se raya con bandas verde y blancas, y cuando es un poco más viejo, con bandas marrones. 
Las hojas son anchas y suaves, entre 8 y 15 centímetros de largo y de 6 a 12 centímetros de ancho, con tres lóbulos delanteros puntiagudos y bajos. 
La fruta es una sámara; las semillas son de unos 27 milímetros de largo y 11 milímetros de ancho, con un ángulo de ala de 145° y con un pedicelo visible veteado.
La denominación pensylvanicum es la original que empleó Linnaeus.

### Ecología

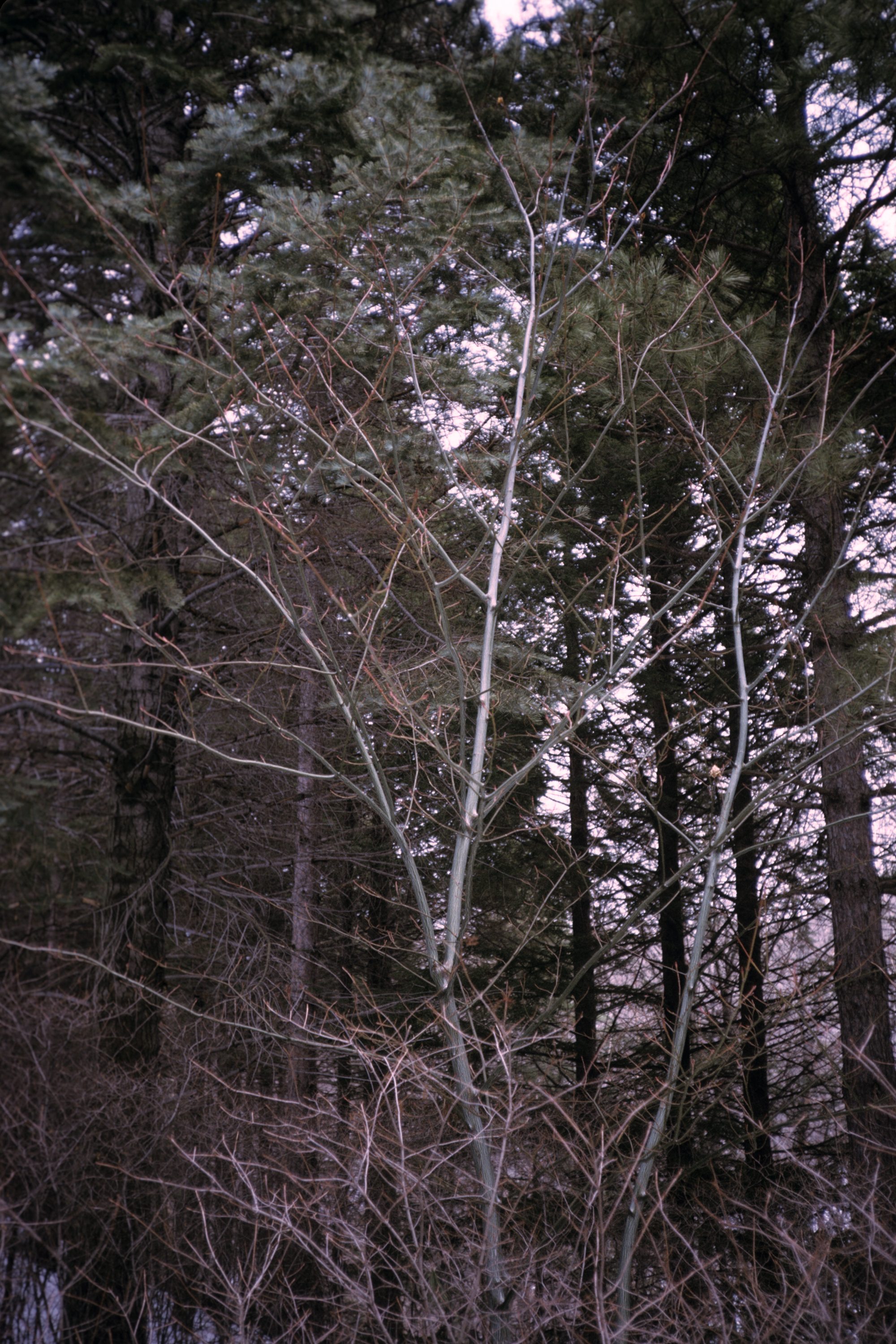
Acer pensylvanicum en invierno al borde de un bosque de coníferas.

El A. pensylvanicum es un árbol del sotobosque de los bosques frescos, y húmedos. Prefiere las laderas de las montañas. Está entre la mayoría de árboles de hoja caduca amantes de la sombra. 
Puede germinar y persistir por años como arbusto secundario pequeño, creciendo rápidamente a su altura completa cuando se abre un boquete. No se convierte siempre en árbol del dosel forestal, sin embargo, y una vez que el boquete sobre él se ha cerrado, responde floreciendo profusamente, dando lugar a un cierto grado por la reproducción vegetativa.

### Cultivo y usos
El A. pensylvanicum se cultiva a veces como un árbol ornamental por su corteza decorativa, siendo difícil de trasplantar. 
Su madera es blanda y considerada indeseable entre aceres. Aunque ecológico no hay razón de considerarlo un parásito, los silvicultores consideran a veces el arce rayado como un árbol parásito, siendo ese un proceder uniforme hasta el punto de aplicarles herbicidas para destruirlos. Su tolerancia a la sombra lo hace difícil de controlar, pues está presente, a menudo, en grandes cantidades en el sotobosque.

### Especies relacionadas
Acer pensylvanicum es una de las especies del grupo de "aceres corteza de serpiente", sección taxonómica: Acer sect. Macrantha. Otras especies en la sección, tal como Acer capillipes, Acer davidii y Acer rufinerve, todos ellos nativos del este de Asia, comparte una forma similar de las hojas y cortezas con bandas verticales similares.

## Taxonomía
Acer pensylvanicum fue descrita por Carlos Linneo y publicado en Species Plantarum 2: 1055, en el año 1753.
Sinonimia
- Acer canadense Duhamel
- Acer tricuspifolium Stokes[3]